# Campeonato Mundial de Tiro al Blanco Móvil de 2012
El X Campeonato Mundial de Tiro al Blanco Móvil se celebró en Estocolmo y Västerås (Suecia) entre el 2 y el 10 de junio de 2012 bajo la organización de la Federación Internacional de Tiro Deportivo (ISSF) y la Federación Sueca de Tiro Deportivo.
Las competiciones se realizaron en las instalaciones de la Escuela de Gimnasia y Deporte (Estocolmo) y en el Campo de Tiro de Västerås.

## Resultados

### Masculino
| Evento                            | Oro                                | Plata                             | Bronce                             |
| --------------------------------- | ---------------------------------- | --------------------------------- | ---------------------------------- |
| Blanco móvil 50 m (05.06)         | Łukasz Czapla · Polonia · 591      | Emil Martinsson · Suecia · 590+19 | Dmitri Romanov · Rusia · 590+18    |
| Blanco móvil 50 m (equipos)       | Rusia · 1762                       | Suecia · 1752                     | Ucrania · 1747                     |
| Blanco móvil mixto 50 m (03.06)   | József Sike · Hungría · 393        | Emil Martinsson · Suecia · 390    | Krister Holmberg · Finlandia · 388 |
| Blanco móvil mixto 50 m (equipos) | República Checa · 1158             | Ucrania · 1154                    | Rusia · 1151                       |
| Blanco móvil 10 m (09.06)         | Dmitri Romanov · Rusia ·           | Łukasz Czapla · Polonia ·         | László Boros · Hungría ·           |
| Blanco móvil 10 m (equipos)       | República Checa · 1719             | Ucrania · 1718                    | Rusia · 1714                       |
| Blanco móvil mixto 10 m (07.06)   | Josef Nikl · República Checa · 386 | László Boros · Hungría · 385+19   | Mijaíl Azarenko · Rusia · 385+18   |
| Blanco móvil mixto 10 m (equipos) | Rusia · 1147                       | Ucrania · 1134                    | República Checa · 1133             |

### Femenino
| Evento                            | Oro             | Plata                | Bronce                           |
| --------------------------------- | --------------- | -------------------- | -------------------------------- |
| Blanco móvil 10 m (09.06)         | Yang Zeng China | Li Xue Yan China     | Irina Izmalkova · Rusia ·        |
| Blanco móvil 10 m (equipos)       | China 1147      | Rusia · 1141         | Ucrania · 1127                   |
| Blanco móvil mixto 10 m (07.06)   | Su Li China 385 | Li Xue Yan China 382 | Galina Avramenko · Ucrania · 381 |
| Blanco móvil mixto 10 m (equipos) | China 1145      | Rusia · 1123         | Ucrania · 1105                   |

## Medallero
| Núm. | País            | Oro | Plata | Bronce | Total |
| ---- | --------------- | --- | ----- | ------ | ----- |
| 1    | China           | 4   | 2     | 0      | 6     |
| 2    | Rusia           | 3   | 2     | 5      | 10    |
| 3    | República Checa | 3   | 0     | 1      | 4     |
| 4    | Hungría         | 1   | 1     | 1      | 3     |
| 5    | Polonia         | 1   | 1     | 0      | 2     |
| 6    | Ucrania         | 0   | 3     | 4      | 7     |
| 7    | Suecia          | 0   | 3     | 0      | 3     |
| 8    | Finlandia       | 0   | 0     | 1      | 1     |
|      | TOTAL           | 12  | 12    | 12     | 36    |